# Liste der Filmfestivals in der Slowakei
Die Liste beinhaltet die Namen der Filmfestivals, die in der Slowakei stattfinden. Zudem werden genannt: die Jahreszahl der jeweiligen ersten Festival-Ausgabe, der Ort (die Stadt), in dem sich die jeweilige(n) Festival-Spielstätte(n) befinden, sowie die inhaltliche Spezialisierung des jeweiligen Festivals. Hierbei wird die Bezeichnung international verwendet, wenn es hinsichtlich der Produktionsländer der Filme keine geographische Einschränkung gibt. Die Liste ist aufsteigend nach Gründungsjahren geordnet, ein Farbwechsel in den Reihen markiert einen Wechsel im Jahrzehnt des Gründungsdatums.
| seit | Name des Filmfestivals                         | Ort                         | Ausrichtung                                                           |
| ---- | ---------------------------------------------- | --------------------------- | --------------------------------------------------------------------- |
| 1974 | ekotopfilm                                     | Bratislava                  | internationale Filme zu nachhaltiger Entwicklung                      |
| 1985 | Biennial of Animation Bratislava (BAB)         | Bratislava                  | internationale Animationsfilme für Kinder                             |
| 1992 | Etnofilm Čadca                                 | Čadca                       | ethnografische Dokumentarfilme                                        |
| 1993 | Artfilm International Film Festival            | Trenčín                     | internationale Spielfilme und Dokumentarfilme über Kunst und Künstler |
| 1995 | Gay Film Festival Slovakia                     | Bratislava, Banská Bystrica | internationale Filme mit lesbischer und schwuler Thematik             |
| 1995 | The Golden Beggar                              | Košice                      | internationales Festival für Lokalfernsehen                           |
| 1999 | International Film Festival Bratislava         | Bratislava                  | international                                                         |
| 2006 | Cinematik International Film Festival Piešťany | Piešťany                    | internationale Filme                                                  |